# Томас Гааке
Томас Нільс Гааке (швед. Tomas Nils Haake; нар. 13 липня 1971; Ерншельдсвік, Швеція) — шведський музикант, відомий як барабанник екстремального метал-гурту Meshuggah.
Відомий своїми поліметрами та технічними здібностями, Гааке назвали п'ятим найкращим барабанником «сучасного металу» за версією MetalSucks.net у 2012 році. У липневому випуску журналу Modern Drummer за 2008 рік Гааке назвали барабанником номером один у категорії «Метал», як було вирішено в опитуванні читачів журналу. Його також включили до списку 100 найкращих барабанників усіх часів за версією журналу Rolling Stone (посідає 93 місце).

## Кар'єра
Гааке пише більшість текстів для Meshuggah, а також бере участь у вокалі в кількох піснях («Choirs of Devastation» в альбомі Contradictions Collapse, «Inside What's Within Behind», «Suffer in Truth» і «Sublevels» в альбомі Destroy Erase Improve, «Sane», «The Exquisite Machinery of Torture» в альбомі Chaosphere, «Spasm» в альбомі Nothing, а також у кількох треках в альбомі Catch Thirtythree і в пісні «Dancers to a Discordant System» від obZen).
Гааке також виконує розмовний вокал у сольному альбомі гітариста Meshuggah Фредріка Тордендаля Sol Niger Within і вокал у пісні «Futile Bread Machine (Campfire Version)» із The True Human Design.

## Впливи
Гааке назвав музикантів з хеві-металу, джаз-ф'южн і прогресив-року як вплив. Він цитує англійські гурти, такі як Iron Maiden і Black Sabbath, американські гурти, такі як Metallica, Slayer, Megadeth, Anthrax, Testament і Metal Church, а також канадський гурт Rush. Серед його улюблених барабанщиків — Філ Радд із AC/DC, Білл Ворд із Black Sabbath, Вінні Аппісі, Ларс Ульріх із Metallica, Дейв Векль, Себастьян Томсон із Trans AM, Шон Рейнерт із Cynic, Ніл Пірт із Rush, Ян Мослі (Марилліон), Террі Бозіо (Missing та Френк Заппа), Вінні Колаюта та Ґері Гасбенд.